# Liste der philippinischen Ministerien
Diese Liste zeigt die philippinischen Ministerien.
| Name                                                           | Name                                                        | Foto | Gründung |
| -------------------------------------------------------------- | ----------------------------------------------------------- | ---- | -------- |
| Kagawaran ng Repormang Pansakahan                              | Ministerium für Agrarreform                                 |      | 1971     |
| Kagawaran ng Agrikultura                                       | Ministerium für Landwirtschaft                              |      | 1898     |
| Kagawaran ng Badyet at Pamamahala                              | Ministerium für Haushalt und Verwaltung                     |      | 1936     |
| Kagawaran ng Edukasyon                                         | Ministerium für Bildung                                     |      | 1901     |
| Kagawaran ng Enerhiya                                          | Ministerium für Energie                                     |      | 1992     |
| Kagawaran ng Kapaligiran at Likas na Yaman                     | Ministerium für Umwelt und natürliche Ressourcen            |      | 1917     |
| Kagawaran ng Pananalapi                                        | Ministerium für Finanzen                                    |      | 1897     |
| Kagawaran ng Kalusugan                                         | Ministerium für Gesundheit                                  |      | 1898     |
| Kagawaran ng Ugnayang Panlabas                                 | Ministerium für Auswärtiges                                 |      | 1898     |
| Kagawaran ng Pananahanang Pantao at Pagpapaunlad ng Kalunsuran | Ministerium für Siedlungen, Wohnen und Stadtentwicklung     |      | 2019     |
| Kagawaran ng Teknolohiyang Pang-Impormasyon at Komunikasyon    | Ministerium für Informations- und Kommunikationstechnologie |      | 2016     |
| Kagawaran ng Katarungan                                        | Ministerium für Justiz                                      |      | 1897     |
| Kagawaran ng Paggawa at Empleyo                                | Ministerium für Arbeit und Beschäftigung                    |      | 1933     |
| Kagawaran ng Manggagawang Mandarayuhan                         | Ministerium für Saisonarbeiter                              |      | 2022     |
| Kagawaran ng Tanggulang Pambansa                               | Ministerium für Verteidigung                                |      | 1939     |
| Kagawaran ng mga Pagawain at Lansangang Bayan                  | Ministerium für öffentliche Arbeiten und Autobahnen         |      | 1898     |
| Kagawaran ng Agham at Teknolohiya                              | Ministerium für Wissenschaft und Technologie                |      | 1987     |
| Kagawaran ng Kagalingan at Pagpapaunlad Panlipunan             | Ministerium für Wohlfahrt und soziale Entwicklung           |      | 1939     |
| Kagawaran ng Turismo                                           | Ministerium für Tourismus                                   |      | 1973     |
| Kagawaran ng Kalakalan at Industriya                           | Ministerium für Handel und Industrie                        |      | 1898     |
| Kagawaran ng Transportasyon                                    | Ministerium für Verkehr                                     |      | 1899     |
| Komisyon sa Palakasan ng Pilipinas                             | Nationale Kommission für Sport                              |      | 1990     |
| Pambansang Komisyon para sa Kultura at mga Sining              | Nationale Kommission für Kultur und Kunst                   |      | 1987     |

Afghanistan |
Armenien |
Aserbaidschan |
Bahrain |
Bangladesch |
Bhutan |
Brunei Darussalam |
China, Volksrep. |
Georgien |
Indien |
Indonesien |
Irak |
Iran |
Israel |
Japan |
Jemen |
Jordanien |
Kambodscha |
Kasachstan |
Katar |
Kirgisistan |
Korea, Dem.Rep./Nordkorea |
Korea, Rep./Südkorea |
Kuwait |
Laos |
Libanon |
Malaysia |
Malediven |
Mongolei |
Myanmar |
Nepal |
Oman |
Osttimor (Timor-Leste) |
Pakistan |
Palau |
Philippinen |
Russland |
Saudi-Arabien |
Singapur |
Sri Lanka |
Syrien |
Tadschikistan |
Thailand |
Turkmenistan |
Türkei |
Usbekistan |
Vereinigte Arabische Emirate |
Vietnam |
Zypern
Ministerien in:
Afrika |
Amerika |
Asien |
Australien und Ozeanien |
Europa